# Municipio de Rollis
El municipio de Rollis (en inglés: Rollis Township) es un municipio ubicado en el condado de Marshall en el estado estadounidense de Minnesota. En el año 2010 tenía una población de 115 habitantes y una densidad poblacional de 1,23 personas por km².

## Geografía
El municipio de Rollis se encuentra ubicado en las coordenadas 48°24′37″N 95°47′47″O / 48.41028, -95.79639. Según la Oficina del Censo de los Estados Unidos, el municipio tiene una superficie total de 93.16 km², de la cual 93,16 km² corresponden a tierra firme y (0 %) 0 km² es agua.

## Demografía
Según el censo de 2010, había 115 personas residiendo en el municipio de Rollis. La densidad de población era de 1,23 hab./km². De los 115 habitantes, el municipio de Rollis estaba compuesto por el 94,78 % blancos, el 0,87 % eran afroamericanos y el 4,35 % eran de una mezcla de razas. Del total de la población el 0 % eran hispanos o latinos de cualquier raza.